# Würm II
Würm II es un periodo glacial desarrollado en el Paleolítico Superior que abarca del 33.000 al 12.000 a. C., con la interrupción de la oscilación de Paudorf entre el 27.000 y el 23.000 a. C. Es el segundo periodo de las llamadas Glaciaciones wurmienses. La numeración II está referida a lo que se conoce como Würm II europeo, alpino o alemán.

## Subdivisiones del Würm locales
Estas subdivisiones son las realizadas para Alemania, teniendo una correspondencia con las francesas como se indica:
| Alemania | Francia     |
| -------- | ----------- |
| Würm I   | Würm I + II |
| Würm II  | Würm III    |
| Würm III | Würm IV     |